# Гардно (озеро)
Гардно (пол. Gardno, устар. Гарденское озеро) — озеро в национальном парке Словиньский (на территории Поморского воеводства, Польша). 
Площадь поверхности озера — 24,7 км², средняя глубина — 1,3 метра. Максимальная глубина — 2,6 метра. Площадь водосборного бассейна озера — 1050,4 км², из которых 925 км² приходится на бассейн Лупавы. Дно озера плоское, покрыто илом и слоем отложений толщиной до 2,5 метров.
В юго-восточную часть озера впадает река Лупава, среди других притоков можно назвать Багеницу, Грабовницу и Бродну. Сток осуществляется в Балтийское море. 
На озере есть остров Каменна.